# Blackhead (ziekte)
De vogelziekte blackhead (Histomoniasis) is een parasitaire aandoening bij gedomesticeerde kalkoenen die veroorzaakt wordt door het protozoön Histomonas meleagridis. De ziekte wordt ook wel zwartekoppenziekte genoemd, maar is beter bekend onder de Engelse naam (blackhead disease). Naast gedomesticeerde kalkoenen kunnen ook kippen, wilde kalkoenen, ruigpoothoenders, kwartels, fazanten en andere hoenderachtigen vatbaar zijn.
Vooral jonge kalkoenen - tot een leeftijd van 18 weken - zijn vatbaar voor de ziekte. Ook ander pluimvee zoals kippen kunnen de ziekte onder de leden hebben en andere dieren ermee besmetten. Bij deze dieren leidt een blackheadbesmetting vaak niet tot klinische verschijnselen en heeft geen ernstige gevolgen. Toch kan bij kippen de uitval oplopen tot 20%. De parasiet komt veelvuldig voor in het Nederlandse milieu.

## Ziekteverwekker
De ziekteverwekker van blackhead, Histomonas meleagridis, is net als andere parasitaire protozoa, zoals Neospora caninum, afhankelijk van meerdere gastheren. De tussengastheer zijn spoelwormen van het geslacht Heterakis en met name H. gallinarum. H. meleagridis zit in de eieren die deze spoelwormen leggen, om zo weer hun eindgastheer te kunnen besmetten. Deze tussenstap is niet alleen nodig voor de reproductie van H. meleagridis, maar ook een wezenlijke stap in de besmetting van de eindgastheer, dit omdat H. meleagridis maar zeer kort kan overleven buiten eind- of tussengastheer. De eieren van Heterakis kunnen een lange tijd buiten gastheer verblijven, tot 3 jaar.

## Besmetting
Directe besmetting van dier op dier binnen een koppel vindt vrijwel niet plaats via de opname van besmet voer of water, omdat H. meleagridis dit vaak niet overleeft. Wel kan er besmetting plaatsvinden via contact tussen besmet strooisel en de cloaca. Vaker vindt er besmetting plaats als kalkoenen de eieren van de spoelwormen uit het geslacht Heterakis binnenkrijgen. Deze wormen nestelen zich voornamelijk in de blindedarm van de kip. Als kalkoenen ook toegang hebben tot een buitenverblijf, vormen insecten en wormen ook besmettingsbronnen. Deze kunnen namelijk besmet zijn met Heterakis-eieren, die op hun beurt besmet kunnen zijn met H. meleagridis.
Andere besmettingsbronnen kunnen materialen zijn die ook voor ander pluimvee worden gebruikt, zoals kratten. Omdat ander pluimvee de ziekte subklinisch kunnen meedragen, kunnen zij H. meleagridis in groten getale uitscheiden. Ook stallen en percelen waar voorheen ander pluimvee gehouden is, kan een besmettingsbron vormen, omdat de eieren van Heterakis lang buiten een gastheer kunnen verblijven.

## Ziekteverschijnselen

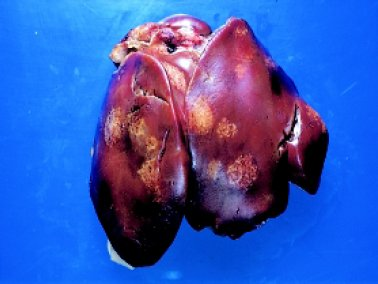
Aantastingen van de lever van een met Histomoniasis besmette vogel

H. meleagridis veroorzaakt schade en opzwellen van de slijmvliezen in de blindedarm; door beschadiging van de blindedarm kunnen secundaire infecties met darmbacteriën (Clostridium perfringens en Bacillus subtilis) ontstaan. Zonder deze secundaire infecties is H. meleagridis niet ziekmakend. In een later stadium kan H. meleagridis, mede door de secundaire infecties, de lever van de kalkoen aantasten. De ziekte heeft een incubatietijd van ongeveer 10 dagen. De mortaliteit van de ziekte kan bij kalkoenen variëren van 50 - 100%. Vanwege de niet-specifieke ziekteverschijnselen is de ziekte in het veld moeilijk vast te stellen.  De aanwezigheid van de parasiet kan na de dood van de vogel door (microscopisch) onderzoek worden vastgesteld.
Symptomen van de ziekte zijn:
- minder trek in eten, achterblijven in groei, gewichtsverlies
- zieke vogels lijken mat en depressief
- dieren staan in hun eentje met hangende kop en warrige veren
- dieren zien er door hun halfgesloten ogen slaperig uit
- zwavelkleurige diarree (door de aangetaste lever)
- bloed in de ontlasting
- zwarte kop
- sterfte van dieren binnen 2 - 3 dagen

## Prevalentie
De ziekte komt vrijwel over de hele wereld voor. In oktober 2003 stak de ziekte de kop op in twee Nederlandse pluimveehouderijen, maar dit is niet de eerste keer dat de ziekte hier wordt aangetroffen. Normaliter wordt meerdere keren per kwartaal melding gemaakt van de ziekte. In 2002 is in ten minste 12 gevallen blackhead vastgesteld bij leghennen en sierhoenders. Ook in Frankrijk, België, Spanje (Catalonië) en Duitsland wordt de ziekte aangetroffen.

## Behandeling
De ziekte staat niet op de A-lijst van de Europese overheid wat inhoudt dat bestrijding van de ziekte niet wordt beschouwd als een taak van de overheid, maar wordt overgelaten aan de veehouderij.
Tot 31 maart 2003 was het middel nifursol toegestaan als preventief middel tegen blackhead. Dit middel is echter door de EU van de markt gehaald vanwege risico's voor de consument van dierlijke producten. Eerder was al dimetridazol uit de handel gehaald. Tot op heden (oktober 2003) is geen nieuw middel beschikbaar. Er bestaat ook geen preventief diergeneesmiddel tegen blackhead. De ziekte kan daarom momenteel (oktober 2003) alleen worden voorkomen door hygiënemaatregelen. Het wegvallen van medicinale preventie is wellicht de reden dat de ziekte in 2003 in Nederland optrad. De Universiteit Wageningen heeft hier in april 2003 reeds voor gewaarschuwd. Vanwege het wegvallen van deze middelen en de opkomst van blackhead wordt er weer meer onderzoek gedaan naar middelen om de ziekte te bestrijden.
In de Verenigde Staten zijn wel middelen toegestaan voor de bestrijding van blackhead. Waarschijnlijk gaat het hierbij om Nitarsone. Dit is echter in Europa door de farmaceutische industrie nog niet voorgedragen voor toelating.

## Vogelpest en blackhead
Er zijn geen aanwijzingen dat er verband zou bestaan tussen vogelpest en blackhead, hoewel op een van beide Nederlandse bedrijven eerder in 2003 verklikkerkippen voor de vogelpest waren uitgezet, omdat het bedrijf binnen het door vogelpest getroffen gebied lag.